# بحر سلامات
بحر السلامات (بالإنجليزية: Bahr Salamat)‏ هو نهر متقطع موسميًا في تشاد. يتدفق إلى الجنوب، وهو أحد روافد نهر شاري. عندما يتدفق نهر بحر سلامات، فإنه يمر عبر مجتمع أم تيمان وكذلك محمية بحر سلامات في تشاد. نهر شاري هو أحد روافد بحيرة تشاد.